# Cartonnage funéraire dans l'Égypte antique

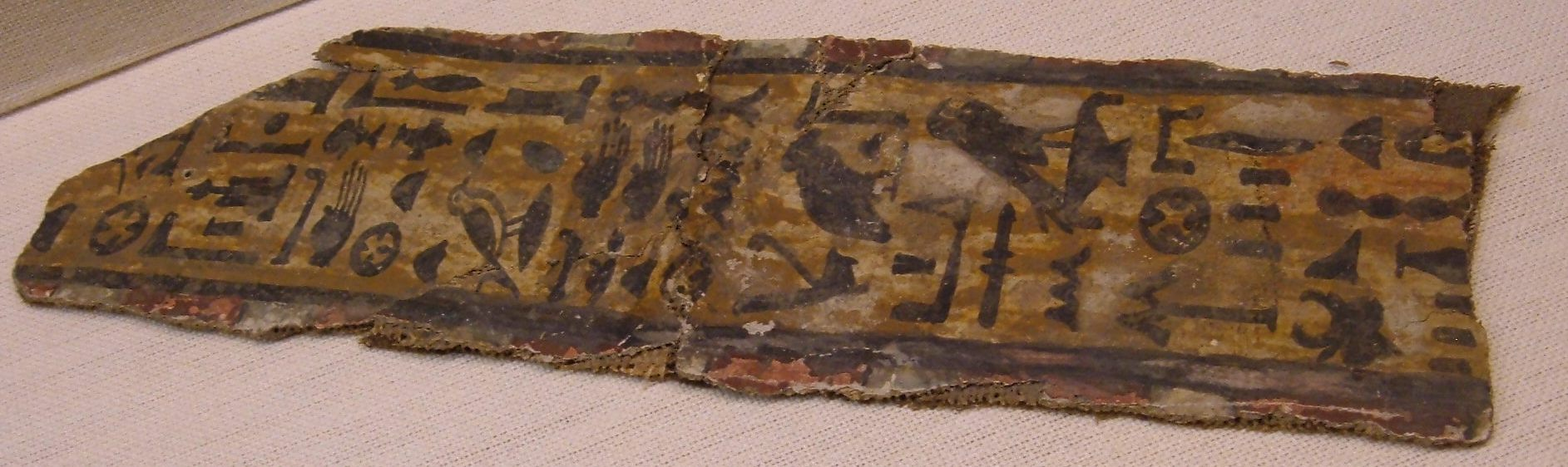
Fragment de cartonnage provenant d'un sarcophage du Nouvel Empire.

Le cartonnage est un type de matériau composant les masques funéraires de la Troisième Période intermédiaire. Il est généralement fait de couches de lin ou de papyrus recouvert de plâtre.
À la XXIIe dynastie, il est d'usage d'insérer la momie dans un cartonnage. Le terme cartonnage utilisé pour ce matériel funéraire signifie à la fois l'objet lui-même et la nature du matériau employé. Celui-ci se compose en général de plusieurs couches de toile de lin parfois associées à de vieux papyri, stuquées et peintes. Ce procédé présente l'avantage d'être rapide et peu onéreux. À la XXIIe dynastie, les cartonnages sont modelés autour d'un support constitué de boue et de paille, en laissant une ouverture à la base des pieds et parfois une longue fente dans le dos. Lorsque les opérations d'entoilage sont terminées, ce support est évacué par la base des pieds. Une fois la momie installée, le cartonnage est lacé à l'arrière, une planchette en bois venant boucher la base, puis le décor peut être réalisé. Le tout est ensuite déposé dans un ou deux sarcophages en bois, sobrement décorés la plupart du temps.
Quelques-uns des portraits de momies du Fayoum sont peints sur des panneaux en cartonnage.

## Illustrations

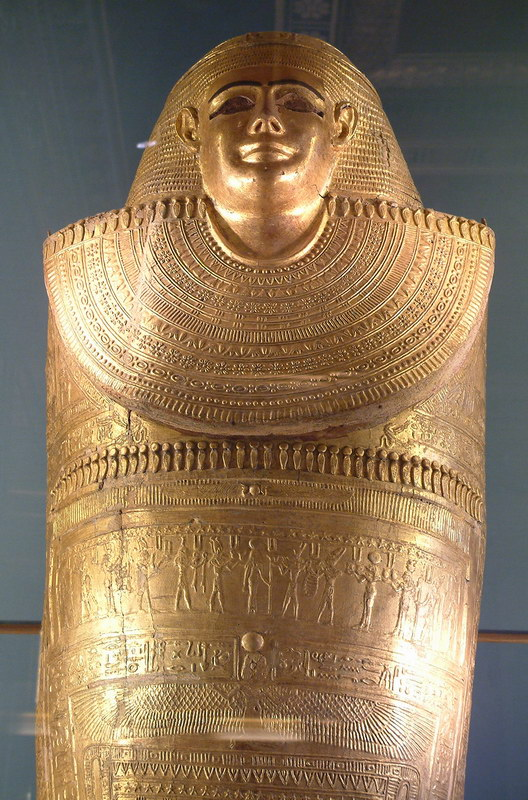
Cartonnage d'une momie portant le nom de la dame Tachéretpaânkh. Étoffe agglomérée, stuquée et dorée - Musée du Louvre
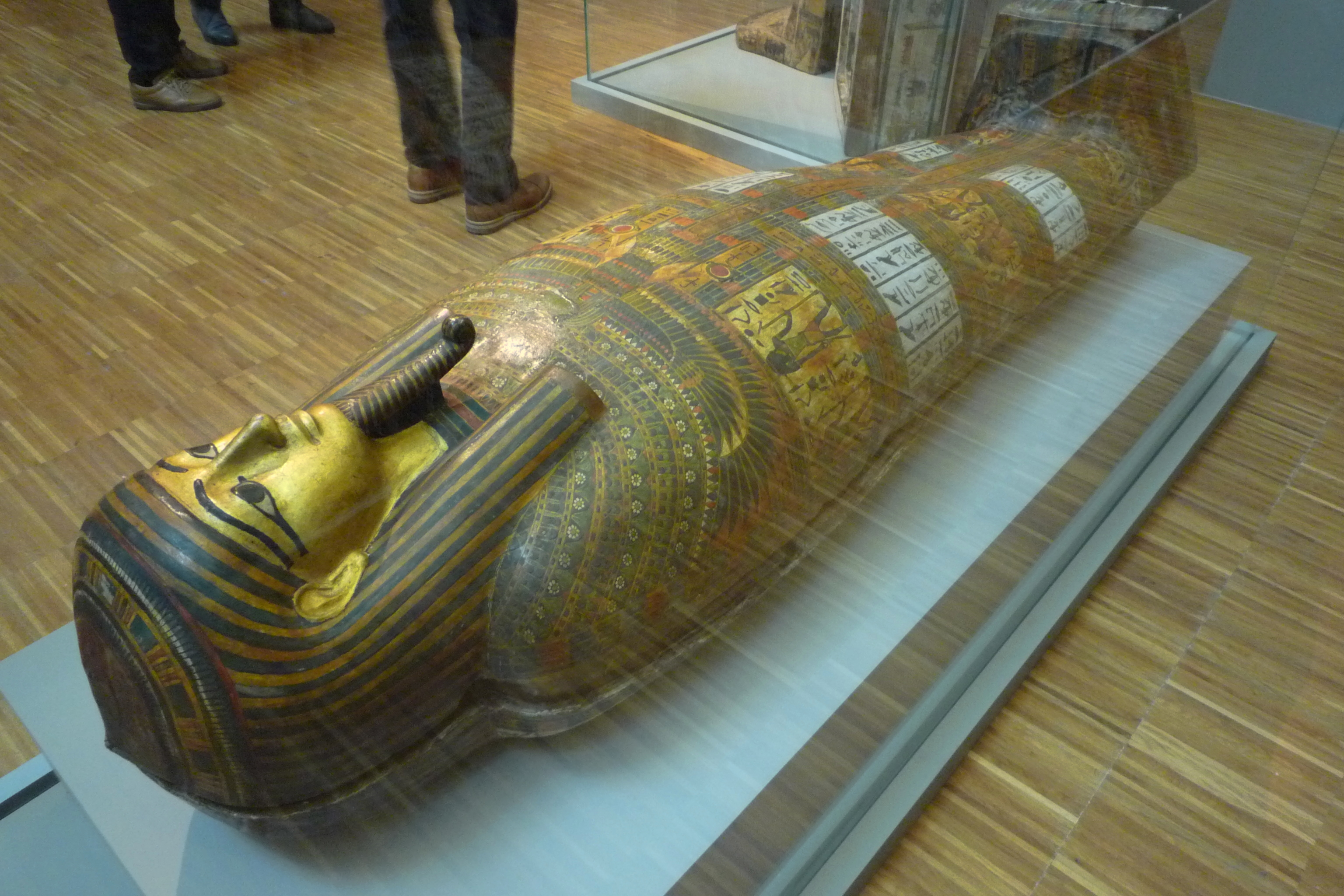
Cartonnage de Néhemsymontou, toiles de lin stuquées, peintes et dorées, Servir les dieux d'Égypte, Musée de Grenoble.